# Club Voleibol Las Palmas
Club Voleibol Las Palmas  - żeński klub piłki siatkowej z hiszpańskich Wysp Kanaryjskich. Swoją siedzibę ma w Las Palmas de Gran Canaria. Występuje w Superliga Femenina de Voleibol. Został założony w 1976.

## Sukcesy
- Mistrzostwo Hiszpanii:
  -  2002/2003
  -  2001/2002, 2003/2004, 2004/2005, 2005/2006